# 把瑠都凱斗
把瑠都 凱斗（ばると かいと、1984年11月5日 - ）は、エストニア出身の元大相撲力士、格闘家、実業家、政治家、タレント。本名はカイド・ホーヴェルソン（エストニア語: Kaido Höövelson）。単に把瑠都またはカタカナでバルトとも表記される。スウェーデン系エストニア人。
「把瑠都 凱斗」は力士時代の四股名であり、「把瑠都」は母国エストニアが面するバルト海から、「凱斗」は本名のKaido（カイド）の音に、日本で素晴らしいものをつかみ母国に凱旋してほしいという願いを込めた漢字を当てて、当時の三保ヶ関親方（元・増位山）が名付けた。
大相撲力士としては三保ヶ関部屋に入門し、その後尾上部屋に移籍した。史上初のエストニア出身力士で、最高位は東大関、得意技は右四つ・寄り・投げ・吊りであった。2012年1月場所に初めての幕内最高優勝を成し遂げ、一時は綱獲りに挑んだこともあったが、故障などが響いてその年の11月場所限りで大関から陥落。番付を下げた末に2013年9月場所前に十両の地位で現役引退となった。
引退後はオフィス北野に所属し、タレント兼格闘家として活動していたが、政治家を志して2018年に祖国エストニアに帰国、2019年3月にエストニア議会（リーギコグ）の総選挙に出馬し、一旦落選するも3月19日に繰り上げ当選した。

## 来歴

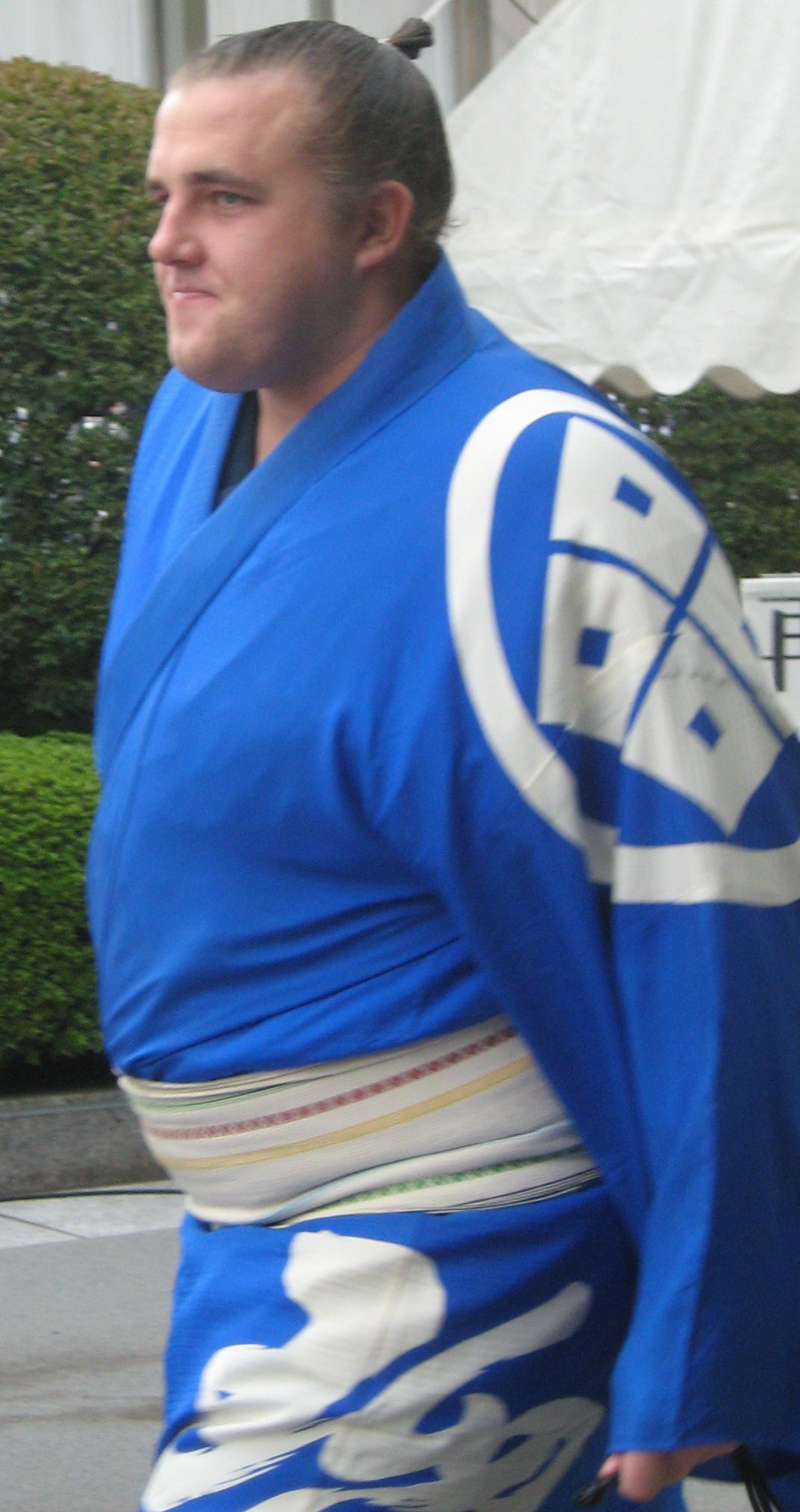
2008年9月

### 入門前
1984年11月5日にソビエト連邦のエストニア・ソビエト社会主義共和国（現在のエストニア）レーネ＝ヴィル県ヴァイケ・マーリヤ郡エバヴェレ村で、2男1女の次男として誕生する。生後間も無く現在も実家のある同県ラクヴェレ（ラエクヴェレ）郡ロフ村（現在のラクヴェレ市）に移って幼少期から成人までを過ごした。日本相撲協会の公式プロフィールなどにおいては「ラクヴェレ」を出身地としている。
柔道経験者であり、18歳の時に本人曰く「出場選手4人」とのことであるが、柔道エストニアジュニア王者の栄冠に輝いた。一方で早くに父を亡くして生活苦に喘いでいたこともあり、バーの警備員を務めていたこともあった。また、その優しい性格と太り気味の体格から、いじめを受けていたとされている。
相撲との出会いは12歳の小学6年生の時である。相撲の国際的な普及を図る国際相撲連盟の理事夫妻がラクヴェレを訪れて相撲の指導を行った際、多くの子供が初体験の相撲に戸惑う中、ホーヴェルソン少年だけは目を輝かせて相撲を取っていたという。後に把瑠都もこの日のことを、「何で裸になるんだろうと思ったけど、力と力の勝負が本当に楽しかった。今思えば、これも運命でしょう」と述懐している。以来自宅から車で10分ほどの場所にある相撲道場「SAKURA」で稽古を積み重ねて相撲の基礎を築いた。把瑠都はこの夫妻を今も日本の両親と慕い、大相撲への入門もこの夫妻と国際相撲連盟の会長の尽力があって実現したことであった。

#### スピード出世
2004年5月場所にて初土俵を踏む。序ノ口・序二段と2場所連続で優勝するなどスピード出世で、2005年7月場所では西幕下6枚目で5勝2敗という成績で同部屋の白石（元白乃波）と同時に十両昇進を果たした。初土俵から所要8場所での新十両昇進は小錦と並ぶ史上3位タイ（当時）のスピード出世であった。本人は後に「日本に来た時点で、心の中では大関だった」と語るなど強い自信と熱意を持っていた。
その9月場所では、優勝した豊ノ島に唯一の黒星を付けている。翌11月場所は十両西4枚目に躍進し、史上最速の前相撲からの所要10場所での新入幕を十分狙える位置にあったが、場所初日に急性虫垂炎を発症し全休、翌2006年1月場所では幕下に陥落した。幕下では6番相撲を終えた時点で全勝が1人となる幸運も重なり、虫垂炎の手術時に施された全身麻酔の後遺症から思うように身体が動かない中、7人による優勝決定戦を制して幕下優勝、1場所で十両に復帰した。翌3月場所では北の富士以来43年ぶり4人目（本場所が15日制になってから）となる十両での15戦全勝優勝を果たし、史上2位タイとなる所要12場所での新入幕を決めた。この場所千秋楽の全勝優勝インタビューにて解説・北の富士から「北の富士賞」が贈られ、（将来の目標について）「横綱、横綱」の声が出るなど、当時から早くも横綱昇進を期待する声が上がっていた。

#### 怪我に苦しむ
新入幕の2006年5月場所は序盤で2敗を喫するも、そこから素質の高さを見せて勝ち進み13日目終了まで2敗をキープする。最終盤の2日間は、この場所優勝を争った関脇・雅山と大関・白鵬に連敗を喫したが、11勝4敗で優勝次点の成績をおさめ、自身初の三賞となる敢闘賞を受賞した。前相撲から13場所目での三賞受賞は栃東、琴欧州と並び史上最速である。またこの場所の千秋楽で三役揃踏を行ったが、新入幕でこれをつとめた力士は1973年9月場所の大錦以来33年ぶり、史上2人目のことであった。また、前相撲から13場所目でのこれより三役出場も琴欧州を抜いて史上最短の記録。このとき、あまりの出世の早さ（および独特の髪質）が影響して大銀杏が結えなかったため、ちょん髷姿で揃い踏みを行った。
2006年7月場所は兼ねてから熱望していた、自身より背の高い琴欧州との対戦が実現し投げで振り回した後に寄り切り勝利。
2006年9月場所は東前頭筆頭まで進み三役昇進を期待されたが、上位陣に対して苦戦し、10日目の雅山との取組で寄り倒された時に左ひざを痛め、翌日から休場した。これ以降しばらく怪我に苦しむことになる。2度目の十両優勝を果たし、わずか1場所で幕内復帰を果たしたが、7月場所初日の土佐ノ海戦でまたも左膝を痛め2日目より休場。しかし、再度の十両陥落となった9月場所で他を寄せ付けず、3度目の十両優勝を果たす。11月場所は2度目の帰り入幕ながら前半戦から好成績をあげて優勝争いに加わり、敢闘賞を受賞した。それ以後は引退数場所前まで大きな怪我もなく、幕内に定着していった。

#### 上位定着〜大関獲り
翌2008年1月場所では、7勝8敗と15日間皆勤での負け越しを初めて経験した。しかし、同年の3月場所では12勝、7月場所でも西前頭5枚目の番付で10勝5敗と二桁勝利をあげた。この場所では上位陣に負け越した力士が多かったために、翌9月場所では初の三役となる小結昇進を果たした。この場所は9日目を終えて2勝7敗と非常に危なかったが、終盤で奮起したか強さを発揮し、残り6日間を全部勝って8勝7敗で勝ち越し、11月場所では関脇昇進を果たした。その場所も勝ち越して翌2009年1月場所は東関脇に昇進した。5月場所は大関以上に全敗し、自身最低の4勝11敗という成績で4場所連続で在位した関脇から陥落してしまった。そればかりでなく、千秋楽の千代大海戦での明らかなダイビングが無気力相撲であったとして、師匠を通じて注意処分を受けた。西前頭3枚目に下がった7月場所では序盤から好調で11勝4敗、三賞受賞はならなかったが翌場所の三役復帰を果たした。
大関獲りの話題が大きくなった時期は2009年9月場所だった。この場所把瑠都は5大関全員に勝つという偉業を成し遂げるが、これは1986年の保志（後の横綱・北勝海）以来のことであった。優勝争いの方も、13日目まで2敗と両横綱を追走する立場だったが、14日目に鶴竜に敗れて3敗目となり優勝の可能性は消えた。それでも12勝3敗の成績で敢闘賞を受賞し一躍注目を浴びた。しかし、11月場所は9勝6敗と一桁の勝ち星に終わり、来場所は「かなりの大勝ではないと大関になれない」との声があった。
大関昇進の望みもあった2010年1月場所では、7日目に白鵬に初めて勝つ殊勲の星を挙げ、また白鵬の連勝を30で止めた。初優勝と大関昇進も期待されたが10日目に豊ノ島、11日目に朝青龍に敗れて3敗となってしまった。その後は千秋楽まで連勝を続け12勝3敗、初の殊勲賞を受賞した。また、直近3場所の勝ち星の合計が大関昇進の目安となる三役の地位で合計33勝に達したものの、場所後は昇進の話題すら殆ど出ないままだった。次の3月場所を迎えるにあたり、審判部の友綱審判部長は、把瑠都の大関昇進に必要な星の目安が「13勝以上」であるとの認識を示したが、これは「三役3場所33勝以上」の基準を1勝上回る条件であった。
その3月場所、把瑠都は場所前に左手親指のじん帯を損傷し、場所後の大関昇進は不安視されていた。しかし初日から、圧倒的に強い所と懐に入られる危ない所の両方を見せながらも、突き押しに著しい進境を見せて勝ち進んだ。11日目の白鵬との一番は何もできずに敗れたが、白鵬と千秋楽まで優勝争いを繰り広げた。優勝こそ逃したが大関以下の力士を全員破る14勝1敗の成績で終えて昇進基準を上回る成績を残し、場所後の大関昇進が確定的になった。次点として14勝1敗を記録するのは、優勝力士が全勝の場所に限れば1994年7月場所の若ノ花以来16年ぶりのことである。さらにこの場所は5度目の敢闘賞に加え、突き押しが評価されて初めての技能賞を受賞した。千秋楽の琴光喜との相撲は、立合いの突っ張りで相手を突き起こしておいて、右上手と左前褌を取って引き付け、一気に寄り切るという内容で、解説者の北の富士勝昭や元NHKアナウンサーで相撲評論家の杉山邦博 が技能賞に相応しいと太鼓判を押す内容であった。3月31日、大関昇進が決定。白人大関としては史上2例目。昇進伝達式での口上は「謹んでお受けいたします。稽古に精進して、栄誉ある地位を汚さぬよう努力いたします」であった。近年は伝達式の口上に四字熟語を用いる力士が多いが、把瑠都は「自分が理解していない言葉を使っても意味がない」という理由で四字熟語は用いなかった。

#### 大関昇進〜幕内初優勝

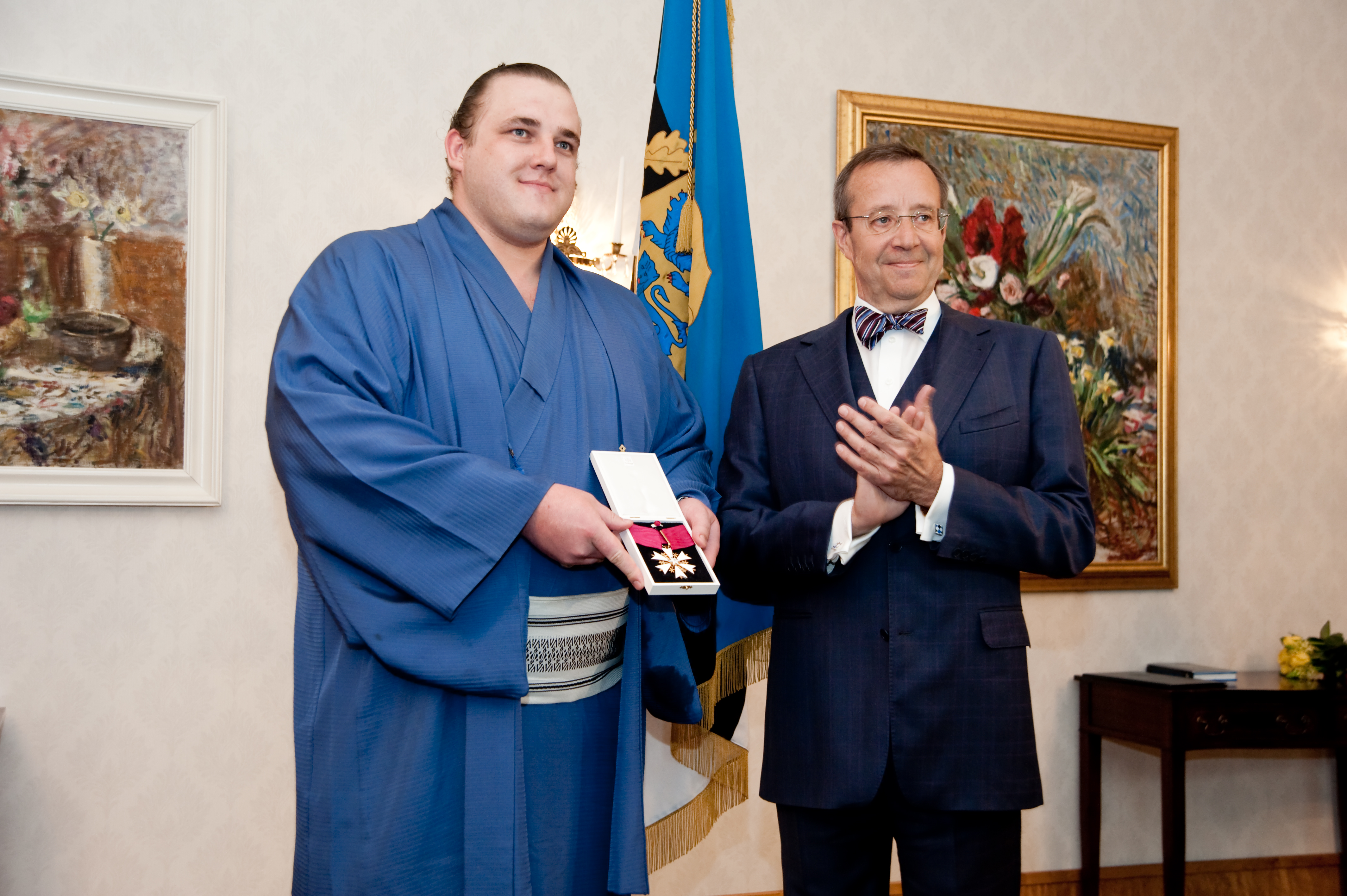
トーマス・イルヴェス大統領から白星勲章3等(Valgetähe 3. klassi)を受章される（2012年）。

新大関として出場の2010年5月場所、前半戦は初日から7連勝したものの、中日8日目の鶴竜に敗れて初黒星。9日目に勝ち越したものの、10日目から3連敗を喫するなど後半戦は失速、結局10勝5敗に留まった。続く7月場所は2日目から連敗するなど序盤波に乗れず、その後持ち直して11日目に勝ち越しを決めたが12日目から4連敗を喫し8勝7敗に終わった。9月場所は8日目まで7勝1敗と好調だったが、9日目魁皇に敗れてからは失速し、9勝6敗に終わった。11月場所は11日目まで10勝1敗で優勝争いに加わったが、12日目で平幕の豊ノ島（同場所14勝1敗で優勝同点）に不覚を取り2敗と後退、その後は14日目白鵬に、千秋楽魁皇に連敗し11勝4敗だった。 
翌2011年1月場所は、初日敗れた後9日目まで8連勝とし優勝争いに加わるも10日目から3連敗するなど失速。千秋楽も琴欧洲に敗れ9勝6敗に終わる。同年3月場所は大相撲八百長問題により開催中止となった。同月、東日本大震災の直後から許可なく地方へ行くことを禁止されていた中で大阪市内の繁華街をジャージ姿で出歩いていたことが問題視され、協会から厳重注意を受けた。
2011年5月技量審査場所では、3日目の豪栄道戦で上手投げで敗れた直後、記者陣に対して「遊びの場所みたい」と問題発言、翌日理事長室に呼ばれ放駒理事長（元大関・魁傑）らに厳重注意の処分を受けた。同場所は12日目まで10勝2敗だったが、翌13日目から3連敗を喫して又しても優勝争いから完全に脱落となった。2011年7月場所は白鵬に勝利し11勝。
2011年11月場所は4日目まで1勝3敗と絶不調、一時は途中休場も危ぶまれた程だったが、その後は12日目で日馬富士に敗れた以外は白星を重ねて11勝4敗、千秋楽結びの一番では白鵬をはたき込みで下して2場所ぶりの勝利、さらに白鵬の9回目の全勝優勝を阻止した。
2012年1月場所は、初日から好調で相手を圧倒する相撲で13日目まで連勝街道を走り、13日目に白鵬が琴欧洲に敗れたため、初の幕内最高優勝を獲得した。14日目も勝ち星をあげ、千秋楽は全勝優勝をかけて白鵬と対戦したが敗れて全勝優勝はならず､14勝1敗で初場所を終えた。優勝インタビューでは、日本に呼んだ母親と妻の喜ぶ姿を見て、人目を憚らずに男泣きしながらも「お母さんが生まれていなかったら、私はここにはいない。産んでくれてありがとう」と、心からの感謝を告げた。
場所後、12日目の稀勢の里戦で注文相撲を見せたことが横綱審議委員会に問題視され、当初は2場所連続優勝でも推挙しないという例外的な厳しい措置も示唆されたが、最終的に鶴田卓彦委員長が「役力士は正々堂々勝負すべき」と相撲内容を重視する方針を掲げた上で「12勝以上すれば議論になるのでは。準優勝でも内容が良ければ」とかなり甘めの基準を示すに至った。一方でこの場所後に審判部長に新任した鏡山は「次も優勝なら文句はない。そうでなければ（昇進は）ないのでは」と考えを示した。
2012年3月場所は、初の綱獲りに挑んだが12日目で3敗してしまい、昇進の最低条件として挙げられていた「13勝以上での優勝」を達成できなくなった。その後も日馬富士にしか勝利できず、最終的に10勝5敗であったため、結局横綱挑戦は失敗に終わった。翌2012年5月場所は11日目まで3敗を守ったが、その後連敗し優勝争いから脱落。千秋楽では、勝てば優勝決定戦進出となっていた稀勢の里を上手投げで下して優勝を阻止、楽日に存在感を見せた。2012年7月場所では初日から7連勝と好スタートを切ったが、後半戦で星を落とし9勝6敗、これが自身大関で最後に勝ち越した場所となった。
2012年9月場所初日、魁聖との取組で土俵際把瑠都の上手投げに魁聖が手をつき、把瑠都の足が俵内に残っていたにもかかわらず、行司軍配は魁聖の寄りを有利に挙げ、しかも審判団5人全員からも物言いがつかず、不運にも黒星とされてしまう。把瑠都本人も「相手の手が先についてたのに。体勢は確かに悪かったけど…」と納得のいかないコメントを出している。土俵下で見ていた鏡山審判部長（元関脇・多賀竜）は「把瑠都の体は半分出ていたし、流れは完全に魁聖。ビデオを見ながらならば（物言いの）手を挙げられるが…」と言い訳するも、この直後視聴者から相撲協会へ抗議の意見が殺到した。2日目の碧山戦は勝利するも、翌3日目の臥牙丸戦では土俵際把瑠都の上手投げに軍配が挙がったが、物言いの末取り直しに。その相撲では臥牙丸に寄り切られ1勝2敗に。この取組で場所前から痛めていた右足の怪我が悪化、右足親指剥離骨折により全治1か月の診断が下され、4日目から途中休場（把瑠都の途中休場は当時平幕の2007年9月場所以来7月場所以来）。これで2009年7月場所から続いた幕内連続勝ち越しは18場所でストップ（同4日目に琴奨菊、6日目からは琴欧洲も休場を表明し6大関の内3人が途中休場）。
2012年11月場所は初の大関角番となった。初日の魁聖戦は送り出しで下したが、2日目の松鳳山戦で掬い投げで敗れた際、左太腿を痛めてしまう。翌3日目、左太腿裏肉離れで全治3週間の診断により途中休場（豪栄道戦は不戦敗）。その後再出場を果たせぬまま9日目に2場所連続負け越しとなり、大関在位15場所目で次場所関脇への陥落が決定してしまった。

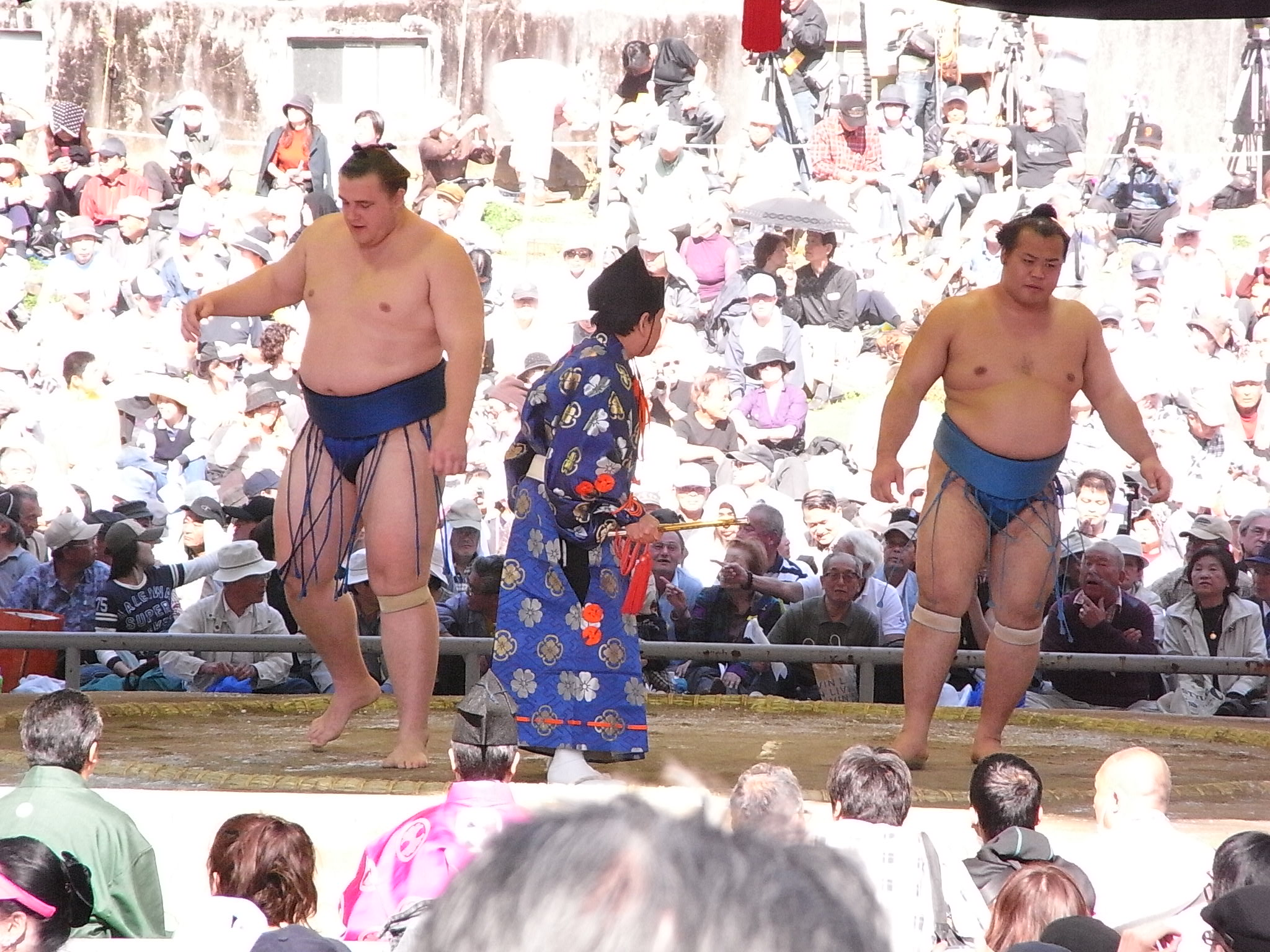
靖国神社奉納大相撲（2009年4月10日撮影）
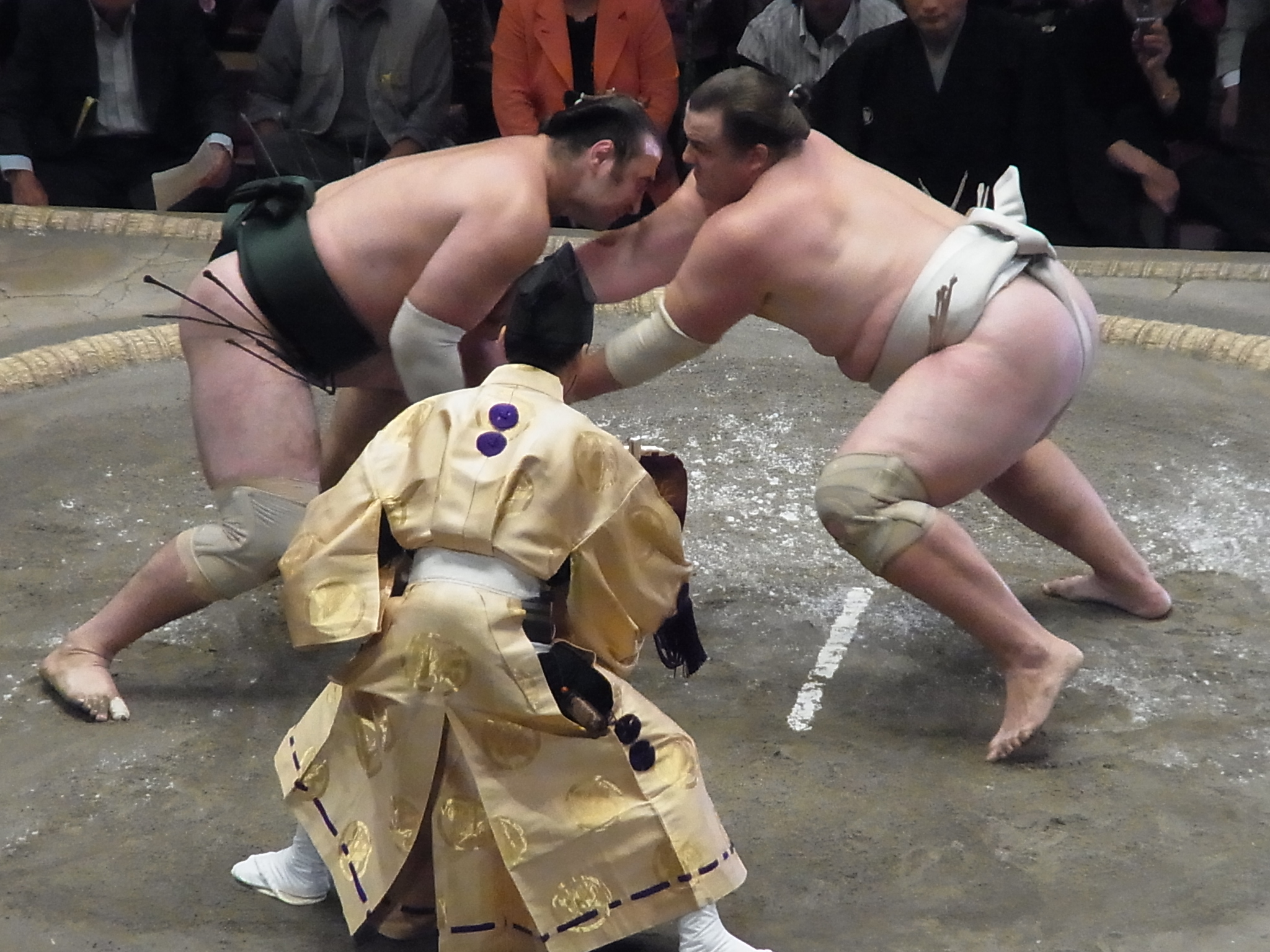
明治神宮例祭奉祝 奉納70回全日本力士選士権大会 相手は琴欧洲関（2011年10月3日撮影）
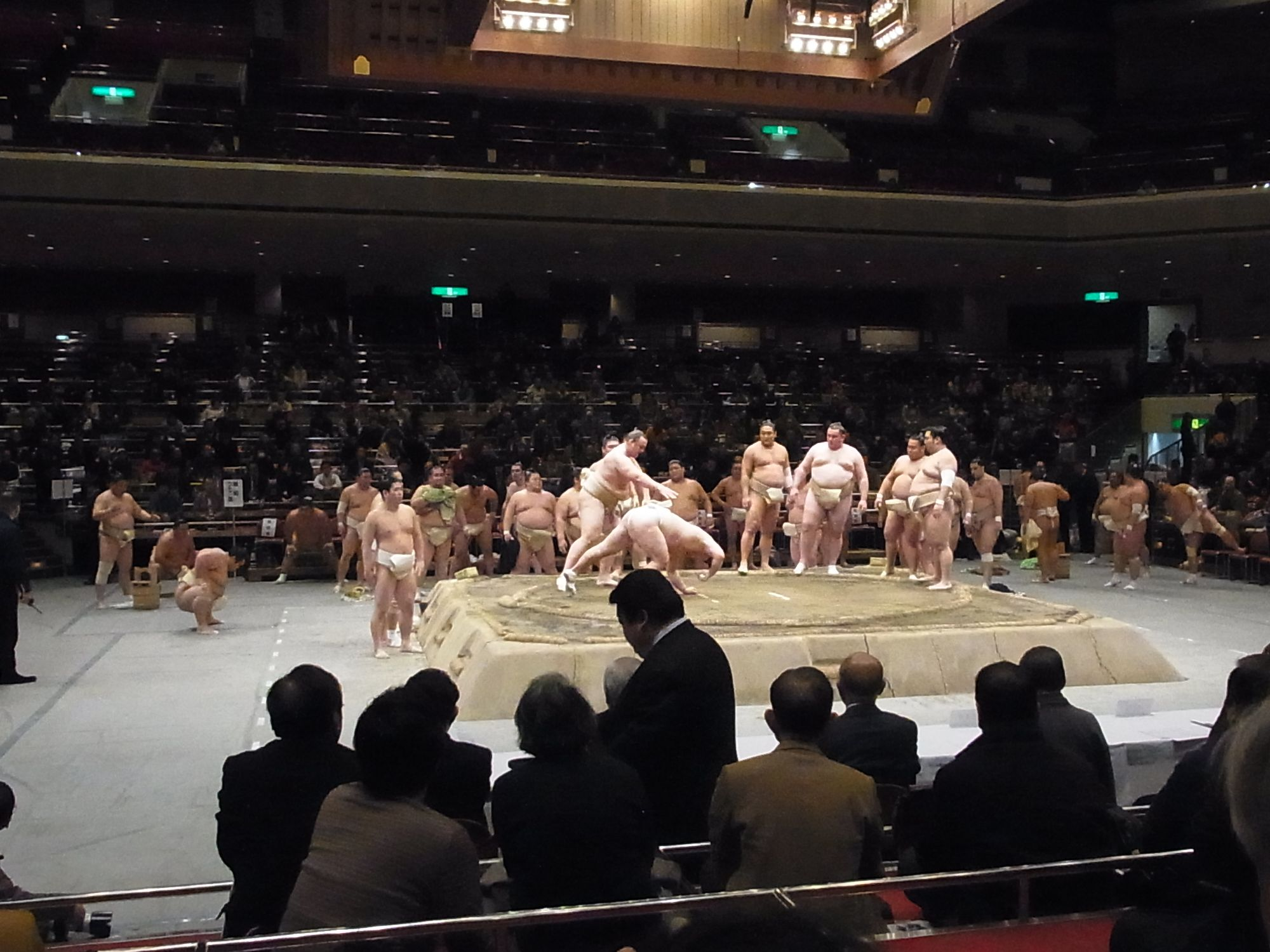
横綱審議委員会での把瑠都関（2011年12月23日撮影）

#### 関脇陥落〜現役引退
2013年1月場所は関脇の地位で10勝以上を挙げれば、1場所で大関特例復帰だった。だが、2日目の琴奨菊戦で早くも土、3日目の豪栄道戦も連敗するなど序盤から波に乗れず、10日目の日馬富士戦で5敗となり絶体絶命に。そして13日目の髙安戦でついに6敗目を喫したため、これで大関特例復帰はならなかった。千秋楽の勢戦は取り直しの末白星で終え、8勝7敗とぎりぎり勝ち越した。関脇陥落場所で大関復活ならずも勝ち越した力士は、戦後では1974年7月場所の大受（9勝6敗）以来39年ぶり2人目のことだった。
翌3月場所も勝ち越したものの9勝6敗と1桁勝星だった。次の5月場所も三役であり、戦後、大関陥落後に3場所連続で三役を維持したのは史上4人目。その5月場所は3勝3敗で迎えた7日目、結果的に現役最後の取組となった稀勢の里戦で寄り倒しで敗れた際、古傷の左膝をまた痛めてしまい翌8日目から途中休場。結局再出場せず、翌7月場所は2009年7月場所以来平幕の地位（東前頭6枚目）へ転落となった。しかしその7月場所も膝の怪我の回復が思わしくなく「左膝靭帯損傷で2週間の安静加療を要する」との診断書を提出、初日から休場。同場所は千秋楽まで全休したため、翌9月場所は十両（東3枚目）へ陥落。元大関で十両転落者は大受・雅山に続いて史上3人目となる。
2013年7月場所後も再起を目指していたが、膝の故障は一向に良くならず殆ど稽古が出来ないことから9月場所の出場が危ぶまれていた。そして同年9月場所前の9月11日、本場所の土俵に上がる事無く、十両の地位で日本相撲協会に現役引退を申し出て土俵を去ることとなった。日本国籍を取得していなかったため、大関経験者として現役名のまま協会に残ることが出来る権利も利用できずに相撲協会を離れることになった。なお、大関経験者が引退後に即退職（廃業）したのは、1965年3月場所前引退の若羽黒以来48年ぶりだった（但し野球賭博問題で2010年7月場所前に解雇となった、琴光喜は除外。又横綱も含めると2010年1月場所後、度重なる不祥事で責任を取り引退した朝青龍以来3年ぶり）。在位15場所（133勝69敗23休）の短命大関に終わったが、大関在位中は6場所連続の二桁勝利を挙げ､在位場所の半分以上で二桁勝利を記録した上に､白鵬に｢次の横綱は把瑠都」とまで言わしめた｡また､戦後に昇進した大関の中で最高位が大関の力士としては琴風（在位22場所、212勝110敗8休）と共に大関勝率1位タイの.658を誇る｡これ等が故障が無ければ十分に横綱を掴む可能性があったと評される由縁である。
9月場所3日目、NHKテレビの大相撲中継・幕内取組時に特別ゲストとして生出演、現役時代の想い出話などを自らコメントしていた。2014年2月8日に角界で例のない一般公開型の断髪式を東京・両国国技館で行った。
引退前より角界に残る意思はなかったと報じられており、エストニアの観光客誘致活動や母国での牧場経営などに携わると報じられる一方、曙が全日本プロレスへの勧誘を行っており、プロレスへの転身も噂された。

### 角界引退後
引退後は実業家となり、エストニアで旅行業や自動車整備会社、宿泊ロッジなど5つの事業を展開。2016年1月からオフィス北野に所属し、タレント、俳優としても活動した。2018年4月29日には同事務所を退社し、5月5日、祖国エストニアで国会議員になるため帰国。

### 総合格闘技
2015年10月21日にRIZINと契約し、総合格闘家に転身したことを発表。「RIZIN FIGHTING WORLD GRAND-PRIX 2015」の会見に本名の「ホーヴェルソン・カイド」名義で出席し、出場を表明。その後、リングネームはRIZIN運営が相撲時代の四股名を尊重し、『バルト』となった。12月31日に開催された「RIZIN FIGHTING WORLD GRAND-PRIX 2015」ではピーター・アーツと対戦し、相撲と柔道のバックボーンを生かしたテイクダウンとパウンドを駆使してアーツを制圧し、3-0の判定勝ち。なお、ジェロム・レ・バンナと対戦予定であったが、バンナが雇っていた代理人に問題があり、代役としてアーツが出場した。
2016年9月から12月にかけて開催された16人制の無差別級トーナメント「RIZIN FIGHTING WORLD GRAND-PRIX 2016 無差別級トーナメント」に出場し、1回戦で藤田和之に3-0の判定勝ち、2回戦で高阪剛に3-0の判定勝ち、準決勝でミルコ・クロコップにKO負け。
高阪戦では、体格に任せて「塩漬け」の状態にする動きの少ない試合内容であったことから、試合終了後に観客からブーイングが起こった。勝利者マイクでは、ブーイングに対し「じゃあ、私の代わりにやってみてくださいよ」と話した。なお、2回戦ではイリー・プロハースカと対戦予定であったが、プロハースカが負傷欠場したため、代役として高阪が出場した。

### 帰国・政治活動
2018年のエストニア帰国後は牧場や宿泊施設を経営。2019年3月、エストニア議会（リーギコグ）の総選挙に中道左派のエストニア中央党から出馬し次点で落選 したが、一位当選者が首長職に就く事を選び議員職を辞退し、2019年3月に把瑠都が繰り上げ当選となった。
2021年6月、オンラインカジノの日本向けの広告塔となっていることが報道された。2020年10月にビットカジノ社のアンバサダーに就任して以降、同社のホームページやYouTube、Twitterに登場、宣伝ブログの更新が続いている。日本向けに、摘発される可能性のあるギャンブル（日本では賭博罪・賭博開張図利罪に問われる可能性あり）を勧めている状況である。
2023年3月、総選挙にエストニア中央党から出馬。知名度を活かすために前回とは別の選挙区から出馬したが、中央党が第3党に転落したこともあって、落選した。

## 取り口
巨躯強力を活かした豪快な相撲が魅力で、左四つの体勢からの寄り、投げ、吊りを得意とした。相撲界においても「怪力」と評される強い握力の持ち主であり、廻しを取った際の安定感は特筆すべきものがある。臥牙丸によると、筋骨隆々という訳ではなく天性のパワーとのことで、豊ノ島は技術によらない純粋なパワーと証言している。通常の力士からすれば規格外の懐の深さと腕の長さにより、肩越しの上手など多少無理な体勢でも攻めることができ、九重親方（元横綱・千代の富士）に「相撲の概念が変わる」とまで言わしめた。2012年の1月場所の13日目で初優勝を決めた取組でも、琴奨菊を相手に肩越しから取った上手で相手を吊り上げての白星であった。また、その懐の深さで引き技もよく決まった。膝を負傷する前は優れたスピードとバランス感覚も持ち合わせ土俵際の際どい場面での逆転もみせていたが、荒削りゆえの強引な相撲を指摘されることもあった。膝を負傷して以降はこの機敏さが影を潜めるようになり、生命線でもあった肩越しからの上手が取れなくなったり、今まで堪えられていた場面でも堪えることができなくなり、苦し紛れに引き技を打つが、決まらずに墓穴を掘ってそのまま土俵を割ったり、自分からバランスを崩してしまうケースが多くなり、番付を落としてしまった。
膝の負傷後は、下半身の強化や相撲経験の深化によって、身体能力に任せるばかりではない正統派の四つ身の相撲を身につけつつあった。また、徐々に突き押しにも磨きがかかり、2009年後半ごろより豪快なもろ手突きや突っ張りが見られるようになった。このもろ手突きは、曙と貴乃花のビデオを見て研究し身につけたものである。また、突っ張りに関しては、秀ノ山親方がかつての曙のようだと評している。大関昇進を決めた2010年3月場所ではこの突き押しが評価されて、技能賞を受賞したと言える。しかし、大関時代のインタビューでは、「つい最近まで出し投げの打ち方を知らず、里山関に教わった」と答えるなど、最後まで技術面には課題を残したまま引退した。
その巨躯からすれば当然だが、四つ身の攻防において頭をつけることは極めて稀で、2010年1月場所の琴欧洲戦を頭をつけて勝利した際のインタビューで「今まで頭をつける相撲をとったことがなかった」と把瑠都本人が認めていた。
しかしその反面左膝を初め、特に下半身の負傷が相次いだ原因は、一説に肩越しの上手にあるとされていた。高い位置から上手を取ると必然と膝が伸び、これが怪我を何度も誘引している可能性が否めなかった。また、上手の位置の都合上相手の差し手を絞ることがしづらく、肩越しの上手が防御として役に立っていない部分もあり、押し切れずに外四つ棒立ちで後退しつつ逆転を狙う相撲は下半身を故障する危険性が高く、これが引退を早めた要因と指摘する声が多かった。実際北の湖理事長は2012年11月場所、大関で2場所連続途中休場・負越により関脇陥落した把瑠都に対し、「しっかりと腰を割っていない。あれでは鍛えていることにならない」、「突っ立ったまま相撲を取っている。下半身を強化するべきだ」と指摘していたが、これが上記の不安を端的に説明した形となってしまった。この怪我の多さは稽古不足によるところが大きく角界関係者やスポーツライターは口をそろえて「自業自得」、「ちゃんと下半身を鍛えていれば横綱になっていた」という突き放した意見を口にしていた。引退会見では自ら稽古不足を悔いる一幕があり、最高位まで上り詰められなかった理由を「チャンスはたくさんあった。全て私のせい」と話して自責を主張した。

## エピソード

### 人物
- 血液型はA型。外見から一部マスコミでは角界のディカプリオと呼ばれた。
- 親孝行者としても知られている。遠く離れた日本で力士としての生活を選んだのは、今まで女手一つで兄弟3人を苦労して育ててきてくれた母親を助けたい一心だった。エストニアの関係者も、「日本に来る前に“家族を幸せにしたいから”と話していた」と明かしたという。
- 趣味はコイン集めと釣り[65]。
- 語学に堪能で、入門の時点で母国語のエストニア語のみならず、ドイツ語、ロシア語、英語、フランス語を話すことができた。
- 2009年2月にロシア出身の2歳年上の女性と結婚した（現在のエレナ夫人）。エレナ夫人は初めて会ったときに把瑠都の大きな体にも驚かず、その後の把瑠都の引退劇にも動じない人物であると雑誌に紹介された[66]。
- BISTRO SMAPに出演した時に「実は恐がり」と発言。注射も恐くて苦手らしい。
- 読書も好んでおり、現役時代はエストニア語の本をインターネットで取り寄せて読むことが多かった。『相撲』2012年1月号31頁掲載の記事では記者が「自伝を書きませんか?」と話し、把瑠都が「まだ27歳だよ（笑）。人生これから!」と苦笑しながら返す場面が見られた。しかしその雑誌が発行されてからわずか2年足らずの2013年9月場所前に把瑠都は引退し、角界を去る事となった。
- 角界きっての怪力の持ち主であり、16歳の時に150kgの猪を担いで山を下りたり、稽古場の近くにあった軽トラを持ち上げるなどのエピソードを残している[67]。
- 2017年2月7日放送分の日本テレビ系「メレンゲの気持ち」で「私が引退したから今、稀勢の里は横綱に上がったんです」とコメントしている[68]。
- 陽気な人柄で、引退後にバラエティ番組で多く共演しているタカアンドトシからは「すごくボケたがる」と評されている[69]。
- ドラマ「弟の夫」出演時、神社に参拝するシーンで「拍手を打つのが上手すぎる」という理由で撮り直しになったことを、共演した佐藤隆太が明かしている[70]。
- 2019年に世界ラリー選手権のチャンピオンとなったオィット・タナックのコ・ドライバーのマルティン・ヤルヴェオヤとは親交がある[71]。

### 相撲関連
- 髪が細く、伸びも遅いブロンドヘアのコーカソイドであり、どのように大銀杏を結うのか注目されていた。初土俵から3年が経過した後の2007年5月場所で初めて大銀杏を結ったが、これはかつての兄弟子である三保ヶ関部屋の増三浦の毛髪を使った付け毛であった[2]。現役後期は髷を結うときの鬢付け油にあらかじめ黒い着色をしており、ブロンドというより茶・黒に近い髪色キャラメルであった。
- 2013年3月場所9日目の横綱日馬富士との取り組みでは平蜘蛛型の仕切りを真似て見せた。しかし肝心の相撲は、すり足が無い不安定な足取りに終始し、突き押しで日馬富士を土俵際まで追い詰めるものの逆転の突き落としを喰らい、勢いよく土俵下へ落ちる敗戦を喫した。
- 握力が右85kg、左93kgという怪力の持ち主。把瑠都本人の弁では「リンゴくらいなら簡単に握り潰せる」とのこと。BISTRO SMAPでは両手で裂くようにリンゴを割っていた。
- 外国人力士ではあるが、基本的に礼儀作法には忠実な力士であり取り組み前と後の礼がしっかりしていることでも評判であった。前述の通り脚の負傷が多いが、呼出の支えを借りて土俵を降りるような重傷を負っても、退場前に必ず一旦呼出に手を離させ自力で振り向き土俵に一礼してから退場していた程である。
- その一方で、塩撒きパフォーマンスを行う北桜との対戦では、そのお株を奪うような大量の塩撒きを披露して館内を湧かせたり、出身地を「奄美大島」と答え（同じ尾上部屋の里山が奄美市の出身であることからか）たり、「アップル大好き♡」とリンゴを頬張ったりと、極めて茶目っ気のある性格であり、パフォーマンスでも観客を沸かせていた。部屋での人間関係も良好である。
- 地元のインタビューでは力士と後援会はあまり親密にならない方が良いという意見を寄せていた。同じインタビューの中で部屋の食事は栄養学的ではなく伝統のちゃんこからしか選べないといった不満も口にしていた。
- 2017年5月6日放送のフジテレビ系『ぶらぶらサタデー・タカトシ&温水の路線バスの旅』では、当時自身が課されていた角界の掟として「関取になるまで白以外のパンツを着用してはいけない」というものを明かしていた。同じ番組では、現役時代は6Lのパンツを穿いていたことを話した[72]。

## 合い口
- 第68代横綱・朝青龍には9戦全敗。
- 第69代横綱・白鵬とは3勝25敗。白鵬の大関在位中は3敗、横綱昇進後は3勝22敗。最後の勝利は2011年11月場所で、決まり手は叩き込み。
- 第70代横綱・日馬富士には12勝16敗。大関同士の対戦は5勝7敗、日馬富士の横綱昇進後は2敗。最後の勝利は2012年3月場所で、決まり手は突き出し。
- 第71代横綱・鶴竜には13勝12敗。大関同士の対戦は1勝1敗。最後の勝利は2012年7月場所で、決まり手は吊り出し。
- 第72代横綱・稀勢の里には21勝6敗。大関同士の対戦は2勝2敗。稀勢の里の横綱昇進後は対戦なし。最後の勝利は2013年3月場所で、決まり手は叩き込み。
- 元大関・千代大海には7勝5敗(不戦勝1を含む)。千代大海の大関在位中は6勝5敗。
- 元大関・出島には大関陥落後に対戦して5戦全勝。
- 元大関・雅山には大関陥落後に対戦して10勝5敗。
- 元大関・栃東には1勝1敗(不戦敗1を含む)。
- 元大関・琴欧洲には10勝17敗（不戦敗1)。大関同士の対戦は3勝8敗。最後の勝利は2013年3月場所で、決まり手は寄り切り。
- 元大関・琴奨菊には15勝13敗。大関同士の対戦は3勝2敗。最後の勝利は2013年3月場所で、決まり手は上手投げ。
- 元大関・豪栄道には10勝8敗（不戦敗1あり）。豪栄道の大関昇進後は対戦なし。
- 元大関・高安には2勝2敗。高安の大関昇進後は対戦なし。
- 元大関・栃ノ心には12勝1敗。栃ノ心の大関昇進後は対戦なし。

## 略歴
- 2002年
  - エストニアジュニア柔道選手権準優勝、ユーロ・ジュニア相撲チャンピオンシップ大会準優勝、世界ジュニア相撲選手権大会2回戦敗退。
- 2003年
  - エストニアジュニア柔道選手権優勝。
- 2004年
  - 2月 - 日大相撲部の倉園一真（後の幕下・薩摩力、尾上部屋、2009年9月現役引退）の父親の仲介でエストニアから北欧司（入間川部屋、2004年9月現役引退）と共に来日し、日大相撲部合宿所で日本や相撲に親しむ。
  - 5月場所 - 三保ヶ関部屋に入門、初土俵。
  - 7月場所 - 序ノ口優勝。
  - 9月場所 - 同部屋の里山との優勝決定戦を制し、序二段優勝。
- 2005年
  - 9月場所 - 新十両、所要8場所（前相撲から）は小錦と並び歴代3位タイ。初日から13連勝の豊ノ島に土を付け全勝を阻み、12勝3敗で優勝次点と活躍。
  - 11月場所 - 最速記録の所要10場所での入幕も見える西十両4枚目に昇進したが、場所の初日に急性虫垂炎を発症し初日から休場（1不戦敗14休）。
  - 12月 - 入門以来初めて故郷エストニアに一時帰国。
- 2006年
  - 1月場所 - 11月場所の休場で十両陥落（西幕下3枚目）、7人による優勝決定戦を制し幕下優勝（6勝1敗）。
  - 3月場所 - 再十両（東十両11枚目）、初日から連勝し13日目にして十両初優勝を決め、1963年11月場所の北の富士以来42年4カ月ぶり史上4人目、外国人としては初となる15戦全勝優勝を達成。
  - 5月場所 - 新入幕、所要12場所（前相撲から）は所要11場所の琴欧州に次ぎ、板井、小錦、栃東、朝青龍、時天空、嘉風と並び歴代2位タイ。11勝4敗で優勝次点、自身初の三賞・敢闘賞を受賞。
  - 8月 - 尾上の分家独立に伴い、白石、里山らとともに三保ヶ関部屋から尾上部屋に移籍。
- 2007年
  - 1月場所 - 3日目の琴奨菊戦で浴びせ倒された際に左膝負傷、翌日から途中休場（2勝2敗11休）。
  - 3月場所 - 怪我の回復が遅れて全休。
  - 5月場所 - 西十両11枚目に陥落、14勝1敗の圧倒的な成績を挙げて2度目の十両優勝。
  - 7月場所 - 再入幕（前頭14枚目）、初日の土佐ノ海戦で浴びせ倒された際に左膝を負傷し3日目から途中休場。
  - 9月場所 - 十両陥落（西十両9枚目）、圧倒的な強さで3度目の十両優勝。
  - 11月場所 - 2度目の再入幕、13日目まで2敗で優勝争いに加わり11勝4敗の好成績を残し敢闘賞受賞（2回目）。
- 2008年
  - 1月場所 - 初の15日間皆勤での負け越し（7勝8敗）。
  - 3月場所 - 先場所の負け越しで番付を後退させたが、優勝次点の12勝3敗の好成績を挙げ敢闘賞受賞（3回目）。
  - 5月場所 - 2006年9月場所以来10場所ぶりに前頭筆頭まで番付を上げたが、上位の壁に跳ね返され初めての2桁負け越し（5勝10敗）。
  - 7月場所 - 西前頭5枚目、10勝5敗。
  - 9月場所 - 自身初の三役昇進（東小結）、8勝7敗。
  - 11月場所 - 新関脇（西関脇）、9勝6敗。
- 2009年
  - 2月 - 2歳年上のロシア出身の女性（現エレナ夫人）と結婚。
  - 5月場所 - 千秋楽に大関・千代大海が把瑠都をあっけなく押し倒した取組に対し、監察委員会（友綱委員長）が師匠を通して「無気力相撲に相当する」の理由で両力士に注意。
  - 9月場所 - 東小結で12勝3敗、保志以来23年ぶりに関脇以下の力士による5大関撃破を果たし敢闘賞受賞（4回目）。
  - 10月 - Tシャツ、短パン姿で六本木を闊歩する姿が写真週刊誌にキャッチされ、日本相撲協会から厳重注意処分。
- 2010年
  - 1月場所 - 東関脇で12勝3敗、殊勲賞受賞（1回目）。
  - 3月場所 - 東関脇、千秋楽まで白鵬と優勝争いを繰り広げ優勝次点の14勝1敗、敢闘賞（5回目）と自身初の技能賞（1回目）を受賞。
  - 3月31日 - 理事会で大関昇進を満場一致で決定、外国出身力士としては8人目。
  - 5月場所 - 新大関。初日から7連勝するも、その後失速し10勝5敗。
- 2011年
  - 3月場所 - 大相撲八百長問題により本場所開催中止。
  - 5月技量審査場所 - 本場所の代替となる技量審査場所として開催。3日目の取組後不謹慎発言を行い、翌日相撲協会から厳重注意。
  - 11月場所 - 千秋楽結びの一番、14戦全勝だった白鵬をはたき込みで下し、白鵬の9回目の全勝優勝を阻止。
- 2012年
  - 1月場所 - 初日から自身初の14連勝（前年11月場所13日目から17連勝）、13日目白鵬が琴欧洲戦で敗れ3敗となった時点で自身初の幕内最高優勝が決定。千秋楽結びの一番、白鵬戦で全勝優勝を狙うも寄り切りで初黒星、14勝1敗。
  - 3月場所 - 自身初の綱取り場所だったが、10勝5敗に終わり結局失敗。
  - 9月場所 - 右足親指剥離骨折のため4日目から途中休場。
  - 11月場所 - 初の大関角番、左太腿裏肉離れのため3日目から途中休場、2場所連続負け越しで大関陥落。
- 2013年
  - 1月場所 - 16場所ぶりの関脇。大関特例復帰を目指したが13日目で6敗目を喫し、大関復帰ならず。
  - 5月場所 - 左膝前十字靱帯・半月板損傷のため8日目から途中休場。
  - 7月場所 - 2009年7月場所以来の平幕（東前頭6枚目）へ陥落。左膝靭帯損傷の怪我が回復せず、初日から休場。
  - 9月場所 - 十両（東3枚目）へ陥落。元大関力士の十両転落は史上3人目となったが、初日を前に現役引退を発表。

## 主な成績

### 通算成績
- 通算成績：431勝213敗102休 勝率.669
- 幕内成績：330勝197敗88休 勝率.626
- 大関成績：133勝69敗23休 勝率.658
- 十両成績：54勝7敗14休（5場所・番付上は6場所）
- 現役在位：55場所（番付上は56場所）
- 幕内在位：41場所
- 大関在位：15場所
- 三役在位：12場所（関脇10場所、小結2場所）
- 通算（幕内）連続勝ち越し記録：18場所（2009年7月場所 - 2012年7月場所）
- 幕内連続2桁勝利記録：6場所（2011年5月場所 - 2012年3月場所）

### 各段優勝
- 幕内最高優勝：1回（2012年1月場所）
- 十両優勝：3回（2006年3月場所、2007年5月場所、2007年9月場所）
- 幕下優勝：1回（2006年1月場所）
- 序二段優勝：1回（2004年9月場所）
- 序ノ口優勝：1回（2004年7月場所）

### 三賞・金星
- 三賞：7回
  - 殊勲賞：1回（2010年1月場所）
  - 敢闘賞：5回（2006年5月場所、2007年11月場所、2008年3月場所、2009年9月場所、2010年3月場所）
  - 技能賞：1回（2010年3月場所）
- 金星：なし

### 場所別成績
| | 一月場所 初場所（東京） | 三月場所 春場所（大阪）  | 五月場所 夏場所（東京） | 七月場所 名古屋場所（愛知） | 九月場所 秋場所（東京） | 十一月場所 九州場所（福岡） |
| --- | ----------------------- | ------------------------ | ----------------------- | --------------------------- | ----------------------- | --------------------------- |
| 2004年 （平成16年） | x                       | x                        | （前相撲）              | 東序ノ口40枚目 優勝 7–0     | 東序二段30枚目 優勝 7–0 | 西三段目33枚目 5–2          |
| 2005年 （平成17年） | 東三段目6枚目 6–1       | 西幕下32枚目 5–2         | 東幕下22枚目 6–1        | 西幕下6枚目 5–2             | 西十両14枚目 12–3       | 西十両4枚目 休場 0–1–14     |
| 2006年 （平成18年） | 西幕下3枚目 優勝 6–1    | 東十両11枚目 優勝 15–0   | 西前頭11枚目 11–4 敢    | 西前頭4枚目 9–6             | 東前頭筆頭 4–7–4        | 西前頭6枚目 10–5            |
| 2007年 （平成19年） | 西前頭3枚目 2–2–11      | 西前頭13枚目 休場 0–0–15 | 西十両11枚目 優勝 14–1  | 東前頭14枚目 0–2–13         | 西十両9枚目 優勝 13–2   | 東前頭16枚目 11–4 敢        |
| 2008年 （平成20年） | 西前頭6枚目 7–8         | 東前頭7枚目 12–3 敢      | 西前頭筆頭 5–10         | 西前頭5枚目 10–5            | 東小結 8–7              | 西関脇 9–6                  |
| 2009年 （平成21年） | 東関脇 9–6              | 東関脇 8–7               | 東関脇 4–11             | 西前頭3枚目 11–4            | 東小結 12–3 敢          | 東関脇 9–6                  |
| 2010年 （平成22年） | 東関脇 12–3 殊          | 東関脇 14–1 敢技         | 西大関3 10–5            | 東大関1 8–7                 | 東大関2 9–6             | 西大関1 11–4                |
| 2011年 （平成23年） | 西大関1 9–6             | 八百長問題 により中止    | 東大関2 10–5            | 東大関1 11–4                | 西大関1 10–5            | 東大関1 11–4                |
| 2012年 （平成24年） | 東大関1 14–1            | 東大関1 10–5             | 西大関1 9–6             | 東大関2 9–6                 | 西大関2 1–3–11          | 東大関3 1–2–12              |
| 2013年 （平成25年） | 西関脇 8–7              | 西関脇 9–6               | 西関脇 3–5–7            | 東前頭6枚目 休場 0–0–15     | 東十両3枚目 引退 –      | x                           |
| 各欄の数字は、「勝ち-負け-休場」を示す。 優勝 引退 休場 十両 幕下 三賞：敢=敢闘賞、殊=殊勲賞、技=技能賞 その他：★=金星 番付階級：幕内 - 十両 - 幕下 - 三段目 - 序二段 - 序ノ口 幕内序列：横綱 - 大関 - 関脇 - 小結 - 前頭（「#数字」は各位内の序列） |                         |                          |                         |                             |                         |                             |

### 幕内対戦成績
| 力士名   | 勝数 | 負数 | 力士名   | 勝数 | 負数  | 力士名 | 勝数 | 負数 | 力士名   | 勝数 | 負数 |
| -------- | ---- | ---- | -------- | ---- | ----- | ------ | ---- | ---- | -------- | ---- | ---- |
| 碧山     | 2    | 0    | 朝青龍   | 0    | 9     | 朝赤龍 | 6    | 4    | 安美錦   | 16   | 7    |
| 岩木山   | 3    | 0    | 隠岐の海 | 5    | 1     | 魁皇   | 7    | 8    | 魁聖     | 1    | 1    |
| 海鵬     | 1    | 1(1) | 臥牙丸   | 3    | 2     | 垣添   | 2    | 2    | 鶴竜     | 13   | 12   |
| 春日王   | 1    | 0    | 春日錦   | 1    | 0     | 片山   | 1    | 0    | 稀勢の里 | 21   | 6    |
| 北桜     | 1    | 1    | 北太樹   | 5    | 0     | 旭天鵬 | 13   | 4    | 豪栄道   | 10   | 8(1) |
| 黒海     | 2    | 2    | 琴欧洲   | 10   | 17(1) | 琴奨菊 | 15   | 13   | 琴光喜   | 5    | 7    |
| 十文字   | 1    | 0    | 翔天狼   | 2    | 0     | 松鳳山 | 1    | 1    | 高見盛   | 5    | 0    |
| 髙安     | 2    | 2    | 豪風     | 6    | 3     | 玉春日 | 3    | 0    | 玉乃島   | 3    | 2    |
| 玉鷲     | 1    | 0    | 千代大海 | 7(1) | 5     | 出島   | 5    | 0    | 時天空   | 6    | 0    |
| 土佐ノ海 | 1    | 1    | 土佐豊   | 1(1) | 0     | 栃東   | 1    | 1(1) | 栃煌山   | 16   | 2    |
| 栃乃洋   | 3    | 1    | 栃乃花   | 1    | 1     | 栃乃若 | 2    | 0    | 豊ノ島   | 18   | 4    |
| 豊響     | 5    | 0    | 白馬     | 1    | 0     | 白鵬   | 3    | 25   | 白露山   | 2    | 1    |
| 日馬富士 | 12   | 16   | 普天王   | 4    | 1     | 豊真将 | 12   | 3    | 北勝力   | 7    | 3    |
| 雅山     | 10   | 5    | 妙義龍   | 3    | 4(2)  | 嘉風   | 6    | 1    | 露鵬     | 1    | 5    |
| 若麒麟   | 1    | 0    | 若荒雄   | 3    | 0     | 若の里 | 7    | 1    | 若ノ鵬   | 1    | 1    |

（カッコ内は勝数、負数の中に占める不戦勝、不戦敗の数。）

## 戦績

### 総合格闘技
| 総合格闘技 戦績 | 総合格闘技 戦績 | 総合格闘技 戦績 | 総合格闘技 戦績 | 総合格闘技 戦績 | 総合格闘技 戦績 | 総合格闘技 戦績 |
| --------------- | --------------- | --------------- | --------------- | --------------- | --------------- | --------------- |
| 4 試合          | (T)KO           | 一本            | 判定            | その他          | 引き分け        | 無効試合        |
| 3 勝            | 0               | 0               | 3               | 0               | 0               | 0               |
| 1 敗            | 1               | 0               | 0               | 0               | 0               | 0               |

| 勝敗 | 対戦相手           | 試合結果                         | 大会名                                                                                               | 開催年月日     |
| ×    | ミルコ・クロコップ | 1R 0:49 KO（ボディへの左膝蹴り） | RIZIN FIGHTING WORLD GRAND-PRIX 2016 無差別級トーナメント FINAL ROUND 【無差別級トーナメント準決勝】 | 2016年12月31日 |
| ○    | 高阪剛             | 5分2R終了 判定3-0                | RIZIN FIGHTING WORLD GRAND-PRIX 2016 無差別級トーナメント 2nd ROUND 【無差別級トーナメント2回戦】    | 2016年12月29日 |
| ○    | 藤田和之           | 5分2R終了 判定3-0                | RIZIN FIGHTING WORLD GRAND-PRIX 2016 無差別級トーナメント 開幕戦 【無差別級トーナメント1回戦】       | 2016年9月25日  |
| ○    | ピーター・アーツ   | 3分3R終了 判定3-0                | RIZIN FIGHTING WORLD GRAND-PRIX 2015 さいたま3DAYS                                                   | 2015年12月31日 |

### アマチュアキックボクシング
| 勝敗 | 対戦相手 | 試合結果          | 大会名          | 開催年月日    |
| ×    | 赤沢幸典 | 1分1R終了 判定0-5 | Breaking Down16 | 2025年7月13日 |

## 出演

### テレビ
現役時代
- メレンゲの気持ち（2006年7月1日、日本テレビ）
- 元祖!でぶや（2006年8月4日、テレビ東京） - 春日王、旭天鵬とともに出演。出演者の石塚英彦、パパイヤ鈴木、青木さやか、ふかわりょうとともに温泉、バーベキューなどを楽しんだ。
- どっちの料理ショーRETURNS2007 白いご飯と食べたい!究極のおかずが大激突スペシャル!!（2007年1月4日、読売テレビ）
- ジャンクSPORTS（2009年2月8日、フジテレビ） - スタジオゲストとして出演
- ビッグフィッシング（2010年4月8日、サンテレビ）
- SMAP×SMAP（関西テレビ・フジテレビ） - 『BISTRO SMAP』コーナーにゲスト出演
- ネプリーグ（フジテレビ） - 『ネプ大リーグ』の中で、「衝撃!!超人キッズ」のコーナーで、力士を目指す子供たちを指導したり、ハンディ相撲（土俵内に作られた、小さな円から出たら負けになる特別ルール）の相手をした。

引退後
- エルムンド「IT先進国エストニア 驚きのライフスタイル」（2013年11月24日、NHK BS1）
- 把瑠都の北欧エストニア紀行（2013年12月26日、BSフジ） - 旅人
- ジャイアントキリング（2013年12月30日、フジテレビ）
- ザ・ノンフィクション（2014年11月30日、フジテレビ）
- タモリ倶楽部（2016年2月6日、テレビ朝日）
- 週末めとろポリシャン♪（2016年2月20日、TOKYO MX）
- 朝だ!生です旅サラダ（2016年4月23日・2018年1月20日、朝日放送）
- 日本の旬を行く！路線バスの旅 「把瑠都が巡る！初夏の山形 2時間スペシャル」（2016年6月14日、BS-TBS）
- たけしのニッポンのミカタ!（2016年7月8日、テレビ東京）
- 出発!ローカル線 聞きこみ発見旅（2017年4月17日）
- 税務調査官・窓際太郎の事件簿32（2017年5月8日、TBS） - 魚屋の店員 役[85]
- 日本の旬を行く！路線バスの旅 「把瑠都が巡る夏の伊豆半島 海の幸食べ尽くし！」（2017年7月4日、BS-TBS）
- 日本の旬を行く！路線バスの旅 「把瑠都が巡る！夏の北海道 釧路湿原から知床半島へ」（2017年9月12日、BS-TBS）
- アイドル×戦士ミラクルちゅーんず!（2017年10月1日-11月12日、テレビ東京） - サノー/ウノー 役
- 発見!タカトシランド（2018年1月26日・2月2日、北海道文化放送）
- 弟の夫 （2018年3月4日 - 18日（全3回）、NHK BSプレミアム） - マイク・フラナガン 役
- マジムリ学園（2018年7月26日 - 日本テレビ）[86]

### ウェブテレビ
- ぶらり路上プロレス（2017年5月26日 、#20、Amazonプライム・ビデオ） - 伊橋の対戦相手 役
- ボブ・サップ緊急来日!第1回Abema杯5種競技HAOOO5!（2017年10月14日・22日、AbemaTV）[87]
- 大相撲LIVE（2018年3月場所 、AbemaTV） - 解説(2,3日目、中日、10日目～千秋楽)
- AbemaTV大相撲ダイジェスト(2018年3月場所 、AbemaTV) - 解説・準レギュラー[88]

### 舞台
- グリーンマイル（2017年9月30日 - 10月22日、東京グローブ座 / 11月4日 - 11月8日、京都劇場） - ジョン・コーフィ 役[89]

## CM出演
- 全日空『国際線割引運賃サービス「エコ割」』（2006年3月25日 - ） ※高見盛・白露山と出演
- アサヒ『本生』 ※江口洋介、琴欧洲と共演